# Aleksandr Kazancev
Aleksandr Petrovič Kazancev (in russo Александр Петрович Казанцев?; Akmolinsk, 2 settembre 1906 – Peredelkino, 13 settembre 2002) è stato un compositore di scacchi e scrittore di fantascienza russo (sovietico dal 1921).

È noto come Alexander Kazantsev in Occidente.

## Biografia
Nato ad Akmolinsk (attualmente Astana), allora facente parte della Russia, oggi del Kazakistan, si laureò in ingegneria meccanica all'Università Tecnica di Tomsk. Dopo aver lavorato in uno stabilimento metallurgico di Beloretsk diventò un ricercatore all'Istituto centrale di elettromeccanica di Mosca. Nel 1939 fece parte della delegazione sovietica alla New York World's Fair come ingegnere capo delle esposizioni tecniche e scientifiche.  Da questa esperienza trasse spunto per scrivere il suo primo libro, « Новый мир » (Nuovo mondo, 1939).
Quando la Germania nazista invase l'Unione Sovietica si arruolò nell'esercito e prestò servizio come ufficiale su vari fronti. Fu congedato nel 1945 con il grado di colonnello e ricevette diverse onorificenze, tra cui l'Ordine della Guerra patriottica e l'Ordine della Stella rossa. In seguito Kazancsev si stabilì nel "villaggio letterario" di Peredelkino, nei pressi di Mosca, dove si concentrò sulle sue attività di compositore di studi di scacchi e di scrittore di romanzi di fantascienza.
Kazancsev è tra i più noti compositori di studi sovietici. Dal 1926 ha pubblicato una settantina di studi e alcuni problemi in due e tre mosse. Dal 1951 al 1965 è stato presidente della Commissione per la composizione di scacchi della Federazione scacchistica dell'URSS. Dal 1956 al 1965 è stato vice presidente della PCCC, organo della FIDE che sovrintende alla composizione scacchistica.
La FIDE, tramite la PCCC, gli attribuì il titolo di Giudice internazionale per la composizione (1956) e di Maestro internazionale della composizione (1975). Molti suoi studi sono stati pubblicati negli Album FIDE.
In ambito ufologico è rimasto noto come uno dei precursori della teoria degli antichi astronauti e partecipò al film Gli extraterrestri torneranno di Harald Reinl (1970), basato sugli studi del saggista svizzero Erich von Däniken.

## Opere
Kazantsev è molto popolare sia in Russia che in altre repubbliche ex sovietiche come scrittore di fantascienza. In italiano sono stati tradotti solamente due suoi racconti: "Il visitatore sconosciuto" (Гость из космоса, 1951; lett. "L'ospite dal cosmo") e "Il marziano" (Марсианин, 1958), entrambi in appendice a "Elephas Sapiens", Galassia 28, Casa Editrice La Tribuna, 1963. Quanto ai romanzi, l'unico tradotto in occidente è "Faety" (Фаэты, 1973), pubblicato in inglese romanzo The Destruction of Faena (1974), francese ("Phaéna, l'effondrement d'un monde") e portoghese ("O fim de Faena").
Altre sue opere:
- Burning Island (Пылающий остров) (1939–1940)
- Stronger than Time (Сильнее времени)
- The Sunbell (Колокол солнца)
- The Dotted Line of Memories (Пунктир воспоминаний)
- The Dome of Hope (Купол надежды)
- Serie The Northern Bridge (Северный мост):

1. Polar Dream (Полярная мечта)
2. Glaciers Return (Льды возвращаются)
3. Bridge of Friendship (Мост дружбы)